# Amyas Connell
Pour les articles homonymes, voir Connell.
Amyas Douglas Connell (23 juin 1901 au 19 avril 1980) a été un très influent architecte néo-zélandais du milieu du XXe siècle. Lors de l'Exposition des Arts Décoratifs en 1925, il est très impressionné par le travail de Le Corbusier, ainsi que par les œuvres de ses collègues français André Lurçat et Robert Mallet-Stevens. 
Amyas Connell a été un membre très influent du Mouvement Moderne en Grande-Bretagne.

## High and Over (1929-1931)
High and Over est une villa située à Amersham, dans le Buckinghamshire conçue en collaboration avec le propriétaire du futur bâtiment, l'éminent archéologue professeur Bernard Ashmole, qui deviendra plus tard le directeur du British Museum. La maison a été achevée en 1931. Construit avec une structure en béton armé en forme d'une lettre « Y », High and Over est parmi l'une des premières maisons du Mouvement Moderne de Grande-Bretagne. Bien que Connell en soit l'architecte, les plans de la maison sont signés par Connell et Thomson.
La maison est située sur une colline avec des vues spectaculaires sur la vieille ville de Amersham et le Misbourne Valley. La maison fait partie d'un projet plus vaste qui comprend la maison du jardinier, un château d'eau et un local contenant un transformateur électrique dans un jardin qui combinait des éléments cubistes avec la tradition du paysage anglais. Par la suite d'autres maisons du même style furent construites sur la colline.

## Travaux
- Deux villas à Hayling Island dans le Hampshire.
- Une maison nommée "Concrete House" à Bristol.